# Прессли, Джейми
Дже́йми Эли́забет Пре́ссли (англ. Jaime Elizabeth Pressly; род. 30 июля 1977, Кинстон, Ленор, Северная Каролина, США) — американская актриса и фотомодель.

## Ранние годы
Джейми Элизабет Прессли родилась в Кинстоне, штат Северная Каролина, в семье учительницы танцев Бренды Су (в девичестве Смит) и Джеймса Листона Прессли. У неё были сестра Джессика и брат Джеймс Листон младший. Джейми в течение 11 лет занималась гимнастикой и профессиональными танцами, но забросила занятия из-за приглашения сняться в новом сериале телекомпании ABC «Прыжок» («Push»). К тому времени когда ей исполнилось четырнадцать, она уже была представительницей модельного агентства «International Cover Model Search» и получила признание в модельном бизнесе не только в США, но также в Италии и Японии. Её фотографии стали появляться на обложках известных журналов, таких как Teen, Maxim, Stuff. Прессли посещала среднюю школу «Costa Mesa» в Калифорнии, куда переехала её мать во время бракоразводного процесса. Она преуспела в учёбе и смогла юридически объявить себя независимой от родительской опеки уже в 15 лет.

## Карьера
В 1997 году Прессли дебютировала в фильме «Ядовитый плющ: Новое совращение» кинокомпании New Line Cinema, которая тут же заключила с ней контракт на три картины. В 1998 она сыграла роль убийцы Мики в телесериале «Смертельная битва: Завоевание». В 1999 году ей предложили эпизодическую роль балерины в телесериале Джек и Джилл. Затем в независимом фильме «Poor White Trash» играет коварную золотоискательницу Санди Лайк.
Впоследствии она появилась в множестве фильмов, включая Недетское кино (в роли Присциллы, стереотипичного подростка средней школы) и Крутящий момент. Позировала обнаженной в мартовском номере 1998 года и февральском номере 2004 года Playboy. Снялась в эпизодических ролях в таких известных сериалах как: «Шелковые сети» (Кара Делэни), «Фирменный рецепт» (Грейс), «Лас-Вегас» (Керри Ковальски). Также в некоторых сериалах и фильмах играет саму себя, а в фильме «Смерть супермоделям» является ещё и продюсером.
В сентябре 2001 года Прессли была выбрана новым лицом косметической компании Liz Claiborne, Inc. Рекламирует линию «Lucky You». Выступала с группой The Pussycat Dolls. В 2003 году начала выпускать коллекцию дамского белья J’Aime, которая позже полностью стала линией одежды для сна. В 2006 году проводит фотосессию для галереи журнала Maxim, который присуждает ей 34 место в своем ежегодном списке. Также позировала обнажённой в майском номере женского журнала Allure (2006).
В 2005 году Прессли присоединилась к съемкам комедийного сериала компании NBC «Меня зовут Эрл» в роли Джой Тёрнер. За этот сериал получает две номинации как лучшая актриса второго плана на премии «Эмми», одну из них она выигрывает в 2007 году. Также появилась в нескольких музыкальных роликах, включая клип «Girls of Summer» группы Aerosmith и клип Мэрилина Мэнсона «Tainted Love» (песня является саундтреком фильма «Недетское кино»). 31 мая 2006 она принимала гостей на первом ежегодном фестивале en:VH1 Rock Honors. 7 октября 2006 года Прессли принимала гостей на музыкально-юмористическом шоу канала NBC Saturday Night Live. До этого она на комедийном канале MADtv, начиная с одиннадцатого эпизода, играла Хиллари Клинтон в пародии на «Меня зовут Эрл» — «Меня зовут Дубя», в котором Джордж В. Буш (Франк Калиндо) составляет список всех плохих вещей, которые он сделал в прошлом, и исправляет их одну за другой. В сериале «Зачарованные» играет эпизодическую роль Милли (русалку, которая пытается найти любовь).

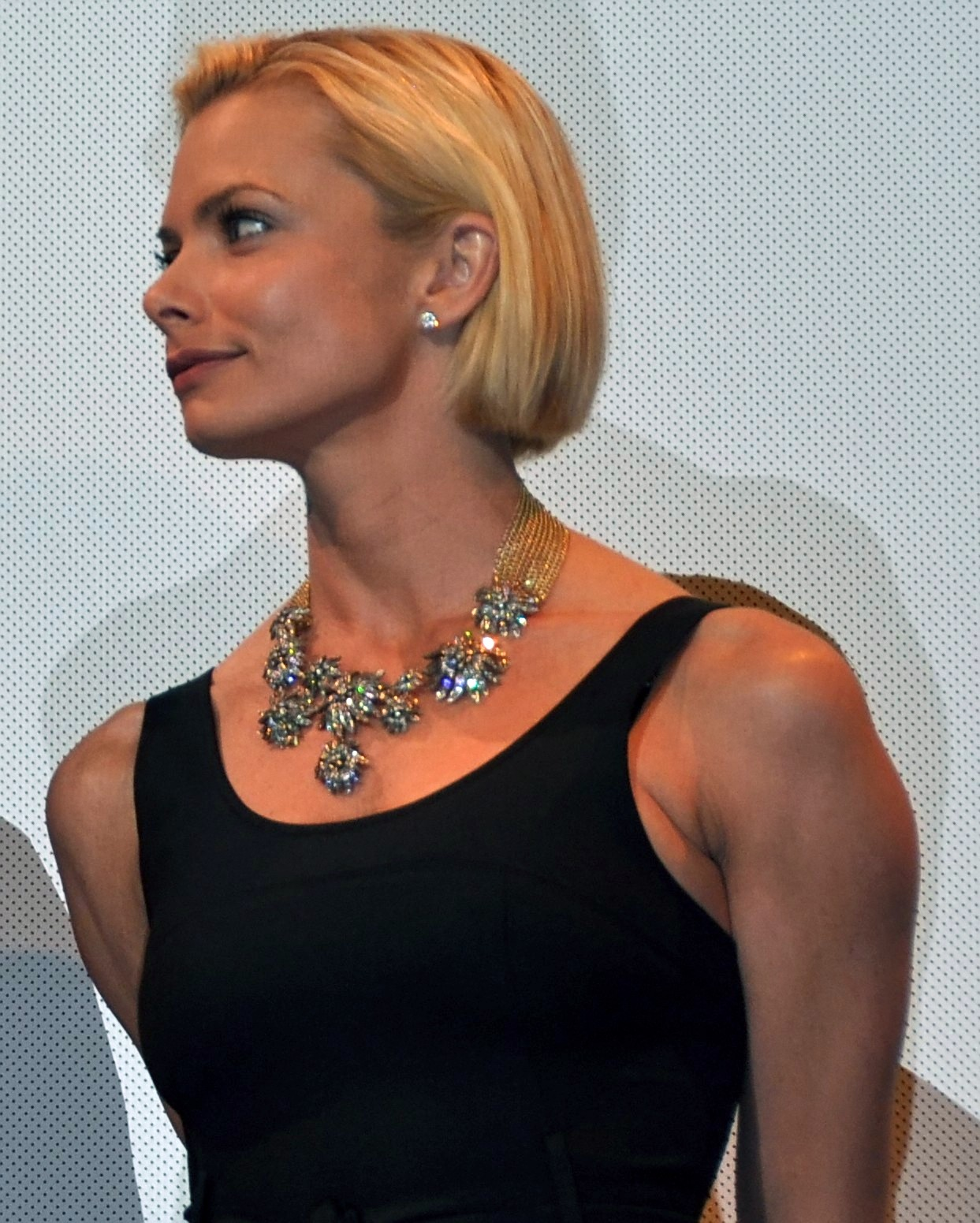
Jaime Pressly at the Austin, TX premiere of I Love You, Man.

Позже она приглашает Алиссу Милано в сериал «Меня зовут Эрл», где та сыграет в ноябре 2007 года. Также появилась в телешоу-розыгрыше со скрытой камерой Punk'd на MTV, которое ведёт Эштон Кутчер.
В 2014 году Прессли играет ведущую роль в ситкоме «Падение Дженнифер» на TV Land.

## Личная жизнь
В 2004—2008 годы Джейми состояла в фактическом браке с диджеем Эриком Кальво. У бывшей пары есть сын — Дези Джеймс Кальво (род. 11.05.2007).
В 2009—2011 годы Джейми была замужем за адвокатом Симраном Сингхом.
В настоящее время Джейми встречается с Хамзи Хиджази. У супругов есть сыновья-близнецы — Лео Хиджази и Ленон Хиджази (род. 16.10.2017).
В 2006 году в интервью журналу Esquire Прессли призналась, что почти купила билет на один из самолётов, врезавшихся во Всемирный торговый центр 11 сентября 2001, но решила не брать, потому что она чувствовала, что лететь утром для неё слишком рано, чем и спасла себе жизнь.

## Фильмография
| Год       |    | Русское название                              | Оригинальное название                       | Роль                           |
| --------- | -- | --------------------------------------------- | ------------------------------------------- | ------------------------------ |
| 1995      | с  | Спасатели Малибу                              | Baywatch                                    | девушка на пляже               |
| 1996      | ф  | Наёмник                                       | Mercenary                                   | американская девочка-подросток |
| 1997      | ф  | Ядовитый плющ: Новое совращение               | Poison Ivy: The New Seduction               | Вайолет                        |
| 1997      | ф  | Против закона                                 | Against the Law                             | Салли                          |
| 1997      | ф  | Освобождение                                  | The Journey: Absolution                     | Эллисон Уэйд                   |
| 1998      | с  | Шелковые сети                                 | Silk Stalkings                              | Кара Делани                    |
| 1998      | с  | Найтмэн                                       | Night Man                                   | Иветта                         |
| 1998      | ф  | Не могу дождаться                             | Can't Hardly Wait                           | девушка                        |
| 1998      | ф  | Телеведущий                                   | Ringmaster                                  | Ангел Зорзак                   |
| 1998      | с  | Давление                                      | Push                                        | Никки Лэнг                     |
| 1998—1999 | с  | Смертельная битва: Завоевание                 | Mortal Kombat: Conquest                     | Мика                           |
| 1999      | ф  | Мусор                                         | Trash                                       | Си Джей Каллум                 |
| 1999      | ф  | Инферно                                       | Inferno                                     | Дотти Мэтьюз                   |
| 1999—2001 | с  | Джек и Джилл                                  | Jack & Jill                                 | Одри Гриффин                   |
| 2000      | тф | Самая лучшая актриса                          | Best Actress                                | Карен Кролл                    |
| 2000      | ф  | Нищий белый мусор                             | Poor White Trash                            | Сэнди Лейк                     |
| 2000      | ф  | 100 девчонок и одна в лифте                   | 100 Girls                                   | Синтия                         |
| 2001      | ф  | Мартовские коты                               | Tomcats                                     | Триша                          |
| 2001      | ф  | Приключения Джо Грязнули                      | Joe Dirt                                    | Джилл                          |
| 2001      | ф  | Часовой механизм                              | Ticker                                      | Клэр Меннинг                   |
| 2001      | с  | Возвращение в Калифорнию                      | Going to California                         | Кайли Гуартц                   |
| 2001      | ф  | Недетское кино                                | Not Another Teen Movie                      | Присцила                       |
| 2002      | ф  | Пиньята: Остров демона                        | Piñata: Survival Island                     | Тина                           |
| 2002      | с  | Зачарованные                                  | Charmed                                     | Майли                          |
| 2002      | с  | Сумеречная зона                               | The Twilight Zone                           | Синди                          |
| 2002      | тф | Хроники Джонни                                | The Johnny Chronicles                       | Чарли                          |
| 2003      | с  | Криминальные гонки                            | Fastlane                                    | Сара Мэтьюз                    |
| 2003      | с  | Фирменный рецепт                              | Becker                                      | Грейс                          |
| 2004      | ф  | Крутящий момент                               | Torque                                      | Чайна                          |
| 2004      | с  | Счастливая семья                              | Happy Family                                | Алекс                          |
| 2004      | тф | Ивел Книвел                                   | Evel Knievel                                | Линда Борк                     |
| 2004      | тф | Пес-каратист                                  | The Karate Dog                              | Эшли Уилкенсон                 |
| 2005      | с  | Красавцы                                      | Entourage                                   | камео                          |
| 2005      | ф  | Жестокий мир                                  | Cruel World                                 | Кэтрин Андерсон                |
| 2005      | ф  | Смерть супермоделям                           | Death to the Supermodels                    | Тиффани                        |
| 2005—2009 | с  | Меня зовут Эрл                                | My Name Is Earl                             | Джой Тёрнер                    |
| 2006      | с  | Лас-Вегас                                     | Las Vegas                                   | Керри Ковальски                |
| 2006      | ф  | DOA: Живым или мёртвым                        | DOA: Dead or Alive                          | Тина Армстронг                 |
| 2006      | ф  | Мальчишник в Лас-Вегасе                       | Bachelor Party Vegas                        | камео                          |
| 2007      | тф | Недетский выпускной                           | Not Another High School Show                | мама Брайана                   |
| 2008      | мф | Хортон                                        | Horton Hears a Who!                         | миссис Квалиган                |
| 2008      | ки |                                               | Saints Row 2                                | Джессика Пэриш                 |
| 2009      | ф  | Люблю тебя, чувак                             | I Love You, Man                             | Дениз                          |
| 2009      | тф | Рекс                                          | Rex                                         | Джейми                         |
| 2010      | тф | Бизнес ради любви                             | Beauty & the Briefcase                      | Кейт Уайт                      |
| 2010      | с  | Правила совместной жизни                      | Rules of Engagement                         | Пэм                            |
| 2010      | тф | Дымовая завеса                                | Smoke Screen                                | Бритт Шелли                    |
| 2010      | ф  | Венера и Вегас                                | Venus & Vegas                               | Тара                           |
| 2010      | тф | Жизнь в молитвах                              | Livin' on a Prayer                          | Стеф                           |
| 2011      | ф  | Правило шести месяцев                         | 6 Month Rule                                | Клэр                           |
| 2011—2012 | с  | Я ненавижу свою дочь                          | I Hate My Teenage Daughter                  | Энни Уотсон                    |
| 2011—2013 | с  | Воспитывая Хоуп                               | Raising Hope                                | Донна                          |
| 2012      | тф | Величайший фильм из всех когда-либо проданных | The Greatest Footie Ads Ever                | Дениз                          |
| 2012      | мф | Большое приключение на воздушном шаре         | The Oogieloves in the Big Balloon Adventure | Лола Сомбреро                  |
| 2012      | тф | Плохие девчонки                               | Bad Girls                                   | Мелинда                        |
| 2013      | с  | Два с половиной человека                      | Two and a Half Men                          | Тамми                          |
| 2013      | мс | Финес и Ферб                                  | Phineas and Ferb                            | Рози                           |
| 2013      | с  | Мелисса и Джоуи                               | Melissa & Joey                              | Мередит                        |
| 2014      | с  | Красотки в Кливленде                          | Hot in Cleveland                            | Кливленд                       |
| 2014      | ф  | Дом с паранормальными явлениями 2             | A Haunted House 2                           | Меган                          |
| 2014      | ф  | Устанавливая правила                          | Making the Rules                            | Эбби                           |
| 2014      | с  | Падение Дженнифер                             | Jennifer Falls                              | Дженнифер Дойл                 |
| 2014      | тф | Раз нашла - беру себе                         | Finders Keepers                             | Элисон Саймон                  |
| 2014—2021 | с  | Мамаша                                        | Mom                                         | Джилл Кендалл                  |
| 2017      | ф  | Найденные в Остине                            | Austin Found                                | Кристал Клеменс                |
| 2017      | с  | Гостевая книга                                | The Guest Book                              | Кристи                         |
| 2018      | ф  | Конь БоДжек                                   | BoJack Horseman                             | Сэди                           |
| 2022—2023 | с  | Эта страна                                    | Welcome to Flatch                           | Барб Флетч                     |
| 2023      | с  | Коннеры                                       | The Conners                                 | работник                       |
| 2023      | ф  | Молли и ботан                                 | The Re-Education of Molly Singer            | Бренда                         |

### Музыкальные видео
| Год  | Исполнитель        | Песня                |
| ---- | ------------------ | -------------------- |
| 2001 | Dave Matthews Band | The Space Between    |
| 2002 | Aerosmith          | Girls of Summer      |
| 2002 | Marilyn Manson     | Tainted Love         |
| 2003 | YoungBloodZ        | Lean Low             |
| 2010 | Джарон Лоуэнстайн  | Pray For You         |
| 2013 | Майкл Бубле        | It's a Beautiful Day |

## Награды и номинации
| Год  | Премия                                | Категория                                                                 | Номинация за      | Результат |
| ---- | ------------------------------------- | ------------------------------------------------------------------------- | ----------------- | --------- |
| 2002 | MTV Movie & TV Awards                 | Лучшая реплика в фильме ("Oh, it's already been broughten!")              | Недетское кино    | Номинация |
| 2002 | Teen Choice Awards                    | Отборное прорывное исполнение – Фильм                                     | Недетское кино    | Номинация |
| 2006 | Премия «Gold Derby»                   | Лучший исполнитель телевизионного прорыва года                            | н/д               | Номинация |
| 2006 | Премия «Gold Derby»                   | Лучшая актриса второго плана в телевизионном комедийном сериале года      | Меня зовут Эрл    | Победа    |
| 2006 | Ассоциация онлайн-кино и телевидения  | Лучшая актриса второго плана в телевизионном комедийном сериале           | Меня зовут Эрл    | Победа    |
| 2006 | Премия Гильдии киноактёров США        | Лучший актёрский состав в комедийном сериале                              | Меня зовут Эрл    | Номинация |
| 2006 | Teen Choice Awards                    | Лучшая телевизионная актриса                                              | Меня зовут Эрл    | Номинация |
| 2006 | Прайм-таймовая премия «Эмми»          | Лучшая актриса второго плана в комедийном сериале                         | Меня зовут Эрл    | Номинация |
| 2007 | Победа                                | Лучшая актриса второго плана в комедийном сериале                         | Меня зовут Эрл    |           |
| 2007 | Премия «Gold Derby»                   | Лучшая актриса второго плана в телевизионном комедийном сериале года      | Меня зовут Эрл    | Номинация |
| 2007 | Телевизионный фестиваль в Монте-Карло | Лучшая актриса в комедийном сериале                                       | Меня зовут Эрл    | Победа    |
| 2007 | Ассоциация онлайн-кино и телевидения  | Лучшая актриса второго плана в телевизионном комедийном сериале           | Меня зовут Эрл    | Победа    |
| 2007 | Премия «Спутник»                      | Лучшая актриса второго плана – сериал, минисериал или телефильм           | Меня зовут Эрл    | Номинация |
| 2008 | Золотой глобус                        | Лучшая женская роль второго плана — мини-сериал, телесериал или телефильм | Меня зовут Эрл    | Номинация |
| 2008 | Teen Choice Awards                    | Лучшая телевизионная актриса – комедия                                    | Меня зовут Эрл    | Номинация |
| 2010 | Денверское общество кинокритиков      | Лучший актерский ансамбль                                                 | Люблю тебя, чувак | Номинация |
| 2021 | Выбор телевизионных критиков          | Лучшая актриса второго плана в телевизионном комедийном сериале           | Мамаша            | Номинация |
| 2021 | Премия «Gold Derby»                   | Комедийная актриса второго плана                                          | Мамаша            | Номинация |
| 2023 | Премия сети "Женский имидж"           | Актриса комедийного сериала                                               | Эта страна        | Номинация |